# Campeonato Africano de Atletismo de 2010 - 200 m masculino
A prova dos 200 metros masculino do Campeonato Africano de Atletismo de 2010 foi disputada entre os dias 31 de julho e 1 de agosto de 2010 em Nairóbi,  no Quênia. 

## Recordes
Antes desta competição, os recordes mundiais e do campeonato nesta prova eram os seguintes:
|                       | Nome               | Nacionalidade | Tempo  | Local   | Data                 |
| --------------------- | ------------------ | ------------- | ------ | ------- | -------------------- |
| Recorde mundial       | Usain Bolt         | Jamaica       | 19s 19 | Berlim  | 20 de agosto de 2009 |
| Recorde do campeonato | Frankie Fredericks | Namíbia       | 19s 99 | Dakar   | 22 de agosto de 1998 |
| Recorde africano      | Frankie Fredericks | Namíbia       | 19s 68 | Atlanta | 1 de agosto de 1996  |

## Medalhistas
| Ouro                           | Prata                   | Bronze              |
| Amr Ibrahi Mostafa Seoud (EGY) | Ben Youssef Meité (CIV) | Simon Magakwe (RSA) |

## Cronograma
Todos os horários são locais (UTC+3).
| Data        | Hora  | Evento    |
| ----------- | ----- | --------- |
| 31 de julho | 10:10 | Bateria   |
| 31 de julho | 18:40 | Semifinal |
| 1 de agosto | 15:00 | Final     |

## Resultados

### Bateria
Qualificação: 2 atletas de cada bateria  (Q) mais os 8 melhores qualificados (q).
| Posição | Bateria | Atleta                   | Nacionalidade                  | Tempo | Notas                |
| ------- | ------- | ------------------------ | ------------------------------ | ----- | -------------------- |
| 1       | 1       | Obinna Metu              | Nigéria                        | 20.82 | Q                    |
| 2       | 8       | Ben Youssef Meité        | Costa do Marfim                | 20.90 | Q                    |
| 3       | 5       | Amr Ibrahi Mostafa Seoud | Egito                          | 20.95 | Q                    |
| 4       | 2       | Anderson Mureta Mutegi   | Quênia                         | 20.99 | Q                    |
| 5       | 8       | Allah Laryea-Akrong      | Gana                           | 21.01 | Q                    |
| 6       | 3       | Fanuel Kenosi            | Botswana                       | 21.10 | Q                    |
| 7       | 6       | Aziz Ouhadi              | Marrocos                       | 21.13 | Q                    |
| 8       | 2       | Fred Agbaje              | Nigéria                        | 21.16 | Q                    |
| 9       | 8       | Hitjivirue Kaanjuka      | Namíbia                        | 21.20 | q                    |
| 10      | 1       | Simon Magakwe            | África do Sul                  | 21.25 | Q                    |
| 11      | 8       | Delivert Kimbembe        | República do Congo             | 21.25 | q                    |
| 12      | 2       | Ali Ngaimoko             | Uganda                         | 21.27 | q                    |
| 13      | 8       | Kipkemoi Soy             | Quênia                         | 21.29 | q,                   |
| 14      | 5       | Thuso Mpuang             | África do Sul                  | 21.33 | Q                    |
| 15      | 7       | Mouhamadou Lamine Niang  | Senegal                        | 21.36 | Q                    |
| 16      | 1       | Nana Kofi Sanah          | Gana                           | 21.37 | q                    |
| 17      | 1       | Eric Milazar             | Ilhas Maurícias                | 21.40 | q                    |
| 18      | 3       | Stephen Barasa           | Quênia                         | 21.41 | Q,                   |
| 19      | 6       | Fabrice Coiffic          | Ilhas Maurícias                | 21.43 | Q                    |
| 20      | 7       | Lehata Mosito            | Lesoto                         | 21.48 | Q                    |
| 21      | 3       | Abdourahmane Ndour       | Senegal                        | 21.50 | q                    |
| 22      | 3       | Suwaibou Sanneh          | Gâmbia                         | 21.50 | q                    |
| 23      | 6       | Hua Wilfrieds Serg Koffi | Costa do Marfim                | 21.52 |                      |
| 24      | 2       | Pierre Paul Bisseck      | Camarões                       | 21.53 |                      |
| 25      | 1       | Moussa Sissoko           | Mali                           | 21.54 |                      |
| 26      | 4       | Mhadjou Youssouf         | Comores                        | 21.55 | Q                    |
| 27      | 4       | Emmanuel Kubi            | Gana                           | 21.57 | Q                    |
| 28      | 3       | Jesse Urikhob            | Namíbia                        | 21.64 |                      |
| 29      | 7       | Idrissa Adam             | Camarões                       | 21.66 |                      |
| 30      | 6       | Titus Kafunda            | Zâmbia                         | 21.72 |                      |
| 30      | 5       | Ogho-Oghene Egwero       | Nigéria                        | 21.72 |                      |
| 32      | 5       | Saviour Kombe            | Zâmbia                         | 21.95 |                      |
| 33      | 8       | Hago Tadesse             | Etiópia                        | 21.97 |                      |
| 34      | 7       | Siapade Marius Loua      | Costa do Marfim                | 22.01 |                      |
| 35      | 5       | Lazarous Inya            | Uganda                         | 22.04 |                      |
| 36      | 6       | Neddy Marie              | Seicheles                      | 22.12 |                      |
| 37      | 6       | Ousmane Jibba            | Gâmbia                         | 22.13 |                      |
| 38      | 4       | Augustino Mande          | Tanzânia                       | 22.14 |                      |
| 39      | 8       | Leeroy Henriette         | Seicheles                      | 22.19 | Recorde da temporada |
| 40      | 7       | Abyot Lencho             | Etiópia                        | 22.22 |                      |
| 41      | 1       | François Belinga         | Camarões                       | 22.26 |                      |
| 42      | 1       | Ghyd Olonghot            | República do Congo             | 22.32 |                      |
| 43      | 4       | Anthony Okiror           | Uganda                         | 22.44 |                      |
| 44      | 1       | Laurent Masatu           | Tanzânia                       | 22.59 |                      |
| 45      | 7       | Mafo Tshihinga           | República Democrática do Congo | 22.69 |                      |
| 46      | 6       | Dylan Rensburg           | Zimbabwe                       | 22.75 |                      |
| 47      | 7       | Saidi Hamsi Ndayisaba    | Ruanda                         | 22.93 |                      |
| 48      | 8       | Kabongo Mulumba          | República Democrática do Congo | 23.22 |                      |
| 98 !    | 4       | Tezera Chamia            | Etiópia                        | DNF   |                      |
| 99 !    | 2       | Innocent Bologo          | Burquina Fasso                 | DNS   |                      |
| 99 !    | 2       | Mohamed Khawaja          | Líbia                          | DNS   |                      |
| 99 !    | 2       | Musa Mlekwa              | Tanzânia                       | DNS   |                      |
| 99 !    | 3       | Wilfried Bingangoye      | Gabão                          | DNS   |                      |
| 99 !    | 3       | Ibrahim Kabia            | Serra Leoa                     | DNS   |                      |
| 99 !    | 3       | Felix Mwango             | Malawi                         | DNS   |                      |
| 99 !    | 4       | Brian Dzingai            | Zimbabwe                       | DNS   |                      |
| 99 !    | 4       | Gérard Kobéané           | Burquina Fasso                 | DNS   |                      |
| 99 !    | 5       | Narcisse Dingamyo        | Chade                          | DNS   |                      |
| 99 !    | 5       | Momodou Lamin Kujabi     | Gâmbia                         | DNS   |                      |
| 99 !    | 5       | Michael Taapatsa         | Zimbabwe                       | DNS   |                      |
| 99 !    | 6       | Nicolau Ernesto Palanca  | Angola                         | DNS   |                      |
| 99 !    | 7       | Ahmed Ondimba Bongo      | Ilhas Maurícias                | DNS   |                      |

### Semifinal
Qualificação: 2 atletas de cada bateria  (Q) mais os  2 melhores qualificados (q). 
| Posição | Bateria | Atleta                   | Nacionalidade      | Tempo | Notas                |
| ------- | ------- | ------------------------ | ------------------ | ----- | -------------------- |
| 1       | 3       | Aziz Ouhadi              | Marrocos           | 20.51 | Q,                   |
| 2       | 3       | Obinna Metu              | Nigéria            | 20.65 | Q                    |
| 3       | 1       | Ben Youssef Meité        | Costa do Marfim    | 20.76 | Q,                   |
| 4       | 2       | Amr Ibrahi Mostafa Seoud | Egito              | 20.80 | Q                    |
| 5       | 1       | Simon Magakwe            | África do Sul      | 20.87 | Q                    |
| 6       | 1       | Fanuel Kenosi            | Botswana           | 20.89 | q                    |
| 7       | 3       | Thuso Mpuang             | África do Sul      | 20.90 | q                    |
| 8       | 3       | Delivert Kimbembe        | República do Congo | 20.91 | Recorde da temporada |
| 9       | 2       | Anderson Mureta Mutegi   | Quênia             | 20.96 | Q                    |
| 10      | 3       | Mouhamadou Lamine Niang  | Senegal            | 20.98 |                      |
| 11      | 1       | Kipkemoi Soy             | Quênia             | 21.00 | Recorde da temporada |
| 12      | 2       | Fred Agbaje              | Nigéria            | 21.02 |                      |
| 13      | 2       | Allah Laryea-Akrong      | Gana               | 21.04 |                      |
| 14      | 2       | Lehata Mosito            | Lesoto             | 21.19 | Recorde pessoal      |
| 15      | 2       | Hitjivirue Kaanjuka      | Namíbia            | 21.35 |                      |
| 16      | 1       | Mhadjou Youssouf         | Comores            | 21.38 | Recorde da temporada |
| 17      | 1       | Abdourahmane Ndour       | Senegal            | 21.41 |                      |
| 18      | 1       | Fabrice Coiffic          | Ilhas Maurícias    | 21.43 |                      |
| 19      | 2       | Ali Ngaimoko             | Uganda             | 21.46 |                      |
| 20      | 2       | Eric Milazar             | Ilhas Maurícias    | 21.50 |                      |
| 21      | 1       | Emmanuel Kubi            | Gana               | 21.51 |                      |
| 22      | 3       | Nana Kofi Sanah          | Gana               | 21.53 |                      |
| 23      | 3       | Suwaibou Sanneh          | Gâmbia             | 21.58 |                      |
| 24      | 3       | Stephen Barasa           | Quênia             | 21.63 | Recorde da temporada |

### Final
| Posição           | Raia | Atleta                   | Nacionalidade   | Tempo | Notas                |
| ----------------- | ---- | ------------------------ | --------------- | ----- | -------------------- |
| Medalha de ouro   | 3    | Amr Ibrahi Mostafa Seoud | Egito           | 20.36 | Recorde nacional     |
| Medalha de prata  | 4    | Ben Youssef Meité        | Costa do Marfim | 20.39 | Recorde da temporada |
| Medalha de bronze | 8    | Simon Magakwe            | África do Sul   | 20.56 |                      |
| 4                 | 5    | Aziz Ouhadi              | Marrocos        | 20.59 |                      |
| 5                 | 6    | Obinna Metu              | Nigéria         | 20.72 |                      |
| 6                 | 7    | Anderson Mureta Mutegi   | Quênia          | 20.81 |                      |
| 7                 | 2    | Thuso Mpuang             | África do Sul   | 21.09 |                      |
| 8                 | 1    | Fanuel Kenosi            | Botswana        | 21.22 |                      |

Legenda
| Recorde mundial       | Recorde mundial (World record)               |                       | Recorde africano                      | Recorde africano (African) |                                           | Q | Classificado por posição (Qualified) |
| Recorde do campeonato | Recorde do campeonato (Championship record)  | Recorde da América    | Recorde da América (Americas)         | q                          | Classificado por melhor tempo (Qualified) |   |                                      |
| Melhor marca do ano   | Melhor marca do ano (World leading)          | Recorde asiático      | Recorde asiático (Asian)              | DNS                        | Não largou (Did not start)                |   |                                      |
| Recorde nacional      | Recorde nacional (National record)           | Recorde europeu       | Recorde europeu (European)            | DNF                        | Não terminou (Did not finish)             |   |                                      |
| Recorde pessoal       | Recorde pessoal do atleta (Personal best)    | Recorde da Oceania    | Recorde da Oceania (Oceania)          | DSQ / DQ                   | Desclassificado (Disqualified)            |   |                                      |
| Recorde da temporada  | Recorde da temporada do atleta (Season best) | Recorde sul-americano | Recorde sul-americano (South America) | NM                         | Sem marca (No mark)                       |   |                                      |